# Tisäckerbach
Der Tisäckerbach (auch Dießeckerbach, Tißeckerbach, Zwisselbach, Obergmainbach) ist ein Bach in Mittelkärnten in der Gemeinde Eberstein.
Er entspringt auf der Saualpe, etwas unterhalb des Großen Sauofens, auf einer Höhe von 1760 m. Der Bach durchfließt die Bärenschlucht und nimmt dann von rechts einen von der Steinerhütte herkommenden Bach auf. Im unbesiedelten Tisäckergraben nimmt er von links den etwa vom ehemaligen Alpengasthaus Karawankenblick kommenden Gmainbach und von rechts den von St. Oswald (Gemeinde Eberstein) kommenden Wrießnig-Mühlbach auf und bildet über eine längere Strecke hinweg die Grenze zwischen den Katastralgemeinden St. Oswald und Mirnig. Erst knapp oberhalb des Gemeindehauptortes Eberstein erreicht der Bach bei der ehemaligen Tisäckermühle offeneres Gelände und Siedlungsraum. Er wird von einer denkmalgeschützten Steinbrücke überspannt, fließt dann am ehemaligen Hochofen vorbei mitten durch das Ortszentrum von Eberstein und mündet in die Görtschitz.

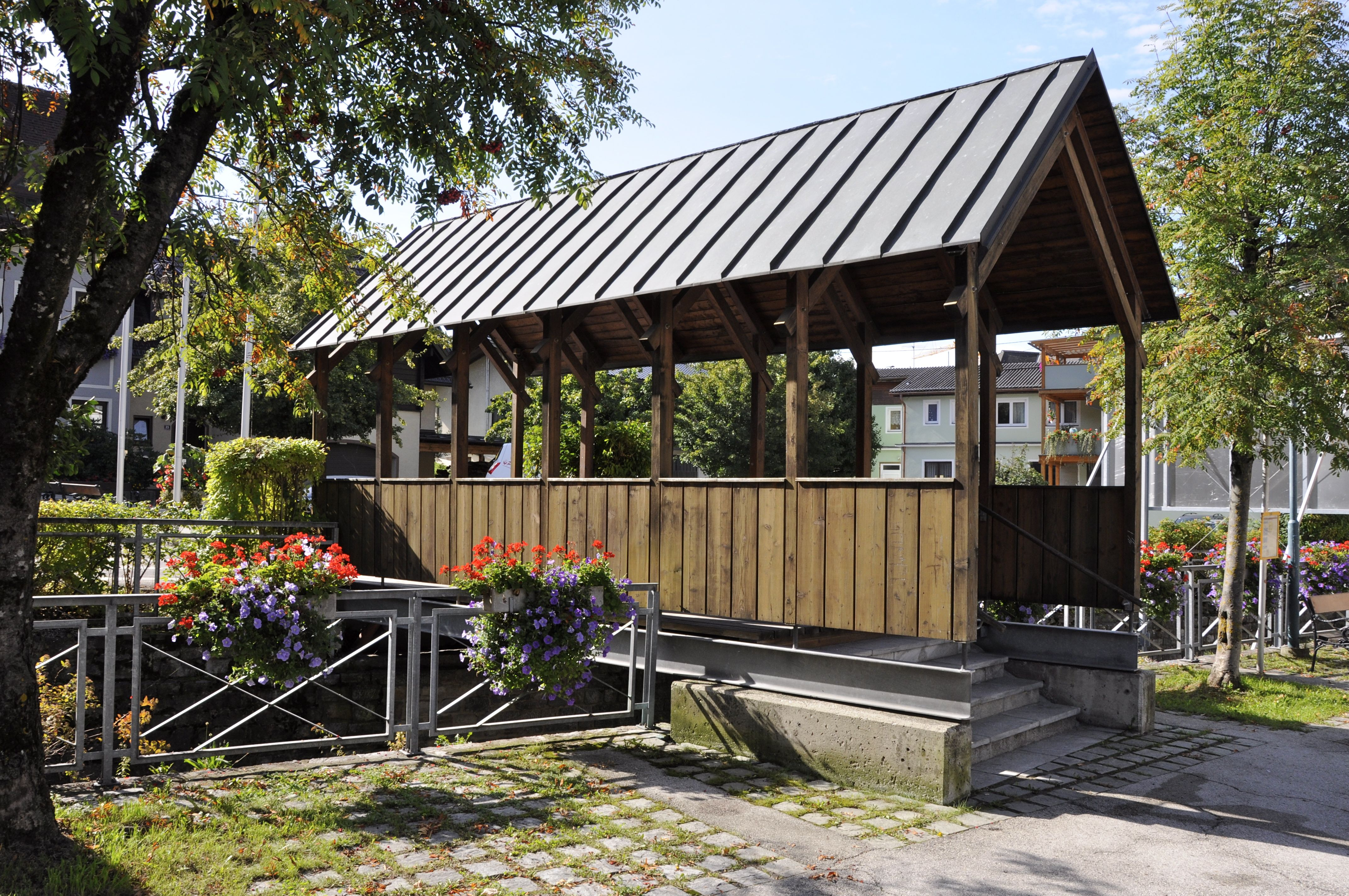
Fußgängerbrücke über den Tisäckerbach im Ortszentrum von Eberstein
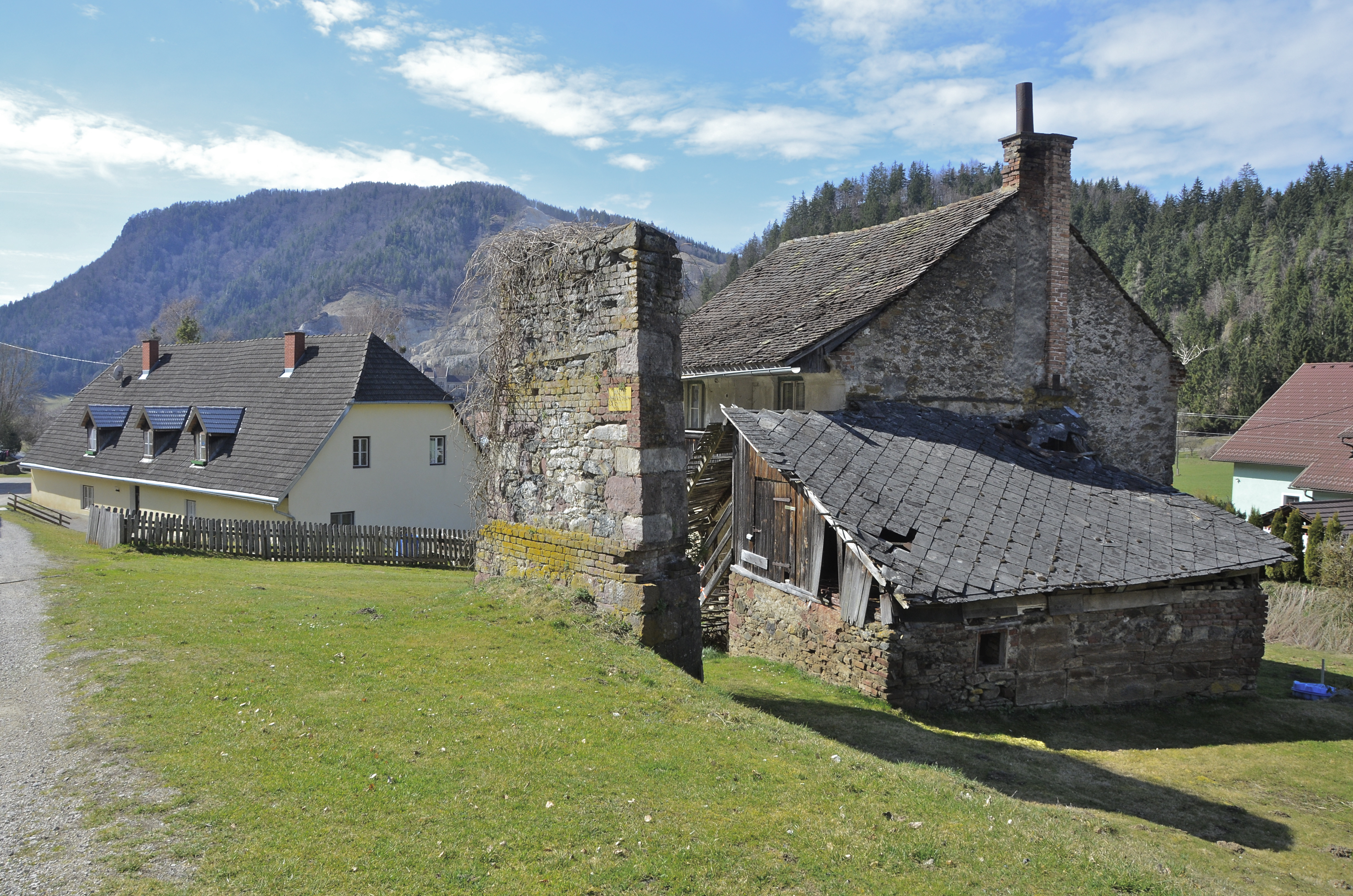
Gebläsehaus des ehemaligen Hochofens Eberstein